# Ferrovia Portomaggiore-Dogato
La ferrovia Portomaggiore-Dogato è una linea ferroviaria di proprietà regionale che collega Portomaggiore alla frazione Dogato di Ostellato, in provincia di Ferrara.
La linea è di competenza di Ferrovie Emilia Romagna (FER) e, dal 2017, risulta senza traffico.

## Storia

### Progettazione e inizio lavori
La linea fu pensata originariamente come uno dei tasselli della cosiddetta ‘Romea ferroviaria’, progetto completato solo in parte e poi naufragato. Ciononostante il progetto di questa linea andò avanti lo stesso, pur presentando una lunga fase preparatoria: le opere civili, l'armamento e gli impianti di segnalamento furono realizzati tra il 2000 e il 2003, ben 13 anni prima del loro effettivo utilizzo.
Per il completamento dei lavori e l'attivazione della linea si è atteso per oltre un decennio: ancora a marzo 2012, la linea risultava ancora non completata, dato che i binari si interrompevano a un chilometro dalla stazione di Portomaggiore. Quest'ultimo impianto, di competenza di Rete Ferroviaria Italiana in quanto posto sulla Ferrara-Rimini, necessitava di essere adeguato all'accoglimento del binario, ma i lavori non erano stati ancora effettuati a causa di un mancato accordo fra l'azienda statale e quella emiliana.

### Inaugurazione e repentina sospensione del servizio
Il completamento è stato realizzato nel 2013, consentendo l'apertura della tratta alla circolazione ferroviaria il 2 ottobre 2016.
I lavori per il completamento della linea sono costati nel complesso circa 15 milioni di euro.
Dopo meno di un anno, il 18 giugno 2017, il servizio sulla linea è stato sospeso a causa della scarsa frequentazione dei treni. Diverse sono le cause che hanno portato a questo risultato. Prima tra tutte la vetustà iniziale del progetto, con un’opera vecchia di ben 13 anni, che consentiva una velocità commerciale massima di 60 km/h (mancando l’SCMT) e impiegando ben venti minuti per un percorso di appena 13 km con una sola fermata intermedia. L’orario inoltre non era cadenzato, con appena quattro coppie di treni al giorno, rendendo difficile il pendolarismo e l’eventuale uso per gli studenti. Inoltre la mancanza di corse nei festivi impediva un raggiungimento agevole della Delizia del Verginese, eliminando la possibilità di avere un’eventuale utenza turistica (si pensi che nemmeno gli autobus sostitutivi vi effettuavano la fermata). A tutto ciò si aggiungeva la mancanza di elettrificazione, che causava la rottura di carico per l’eventuale prosecuzione del viaggio verso Bologna, con il conseguente incremento dei tempi di attesa e di viaggio.
Sono state proposte molte soluzioni per il riutilizzo della linea ferroviaria, tra cui una trasformazione in pista ciclabile dell'intero itinerario.

## Caratteristiche
La ferrovia è dotata di binario singolo a scartamento ordinario di 1435 mm e non è elettrificata. La breve linea è pressoché a raso, senza particolari variazioni altimetriche, con rilevato di altezza inferiore al metro, e senza particolari opere ingegneristiche.

### Percorso
| Continuation backward |

|  | Unknown route-map component "ABZg+l" | Unknown route-map component "CONTfq" |

| Station on track |

| Unknown route-map component "WSPLaq" | Unknown route-map component "hKRZvWae" |  |

|  | Unknown route-map component "xABZgl" | Unknown route-map component "CONTfq" |

| Unknown route-map component "exBST" |

| Unknown route-map component "exWBRÜCKE1" |

| Unknown route-map component "exWBRÜCKE1" |

|  | Unknown route-map component "xABZg+l" | Unknown route-map component "CONTfq" |

| Station on track |

| Continuation forward |

La linea ferroviaria ha origine nella stazione di Portomaggiore. Il binario prosegue parallelamente alla linea Ferrara-Rimini per un totale di 1500 metri, curvando poi verso nord in direzione di Dogato.
Alla progressiva 2+465 la linea attraversa, con passaggio a livello, la strada provinciale Cona-Portomaggiore; al progressivo 3+029 è presente un ulteriore passaggio a livello.
Al progressivo 6+600 sorge la fermata di Verginese, a servizio della Delizia del Verginese.
La linea si affianca infine per un breve tratto alla linea Ferrara-Codigoro, per raggiungere la stazione di Dogato al progressivo 13+148.

## Traffico
La linea era percorsa da quattro coppie giornaliere di treni regionali, dal lunedì al sabato. Nei giorni festivi il servizio non era effettuato. Gli orari erano organizzati in modo tale da permettere coincidenze sistematiche con le corse da e per Codigoro e Bologna Centrale, mentre non era presente alcun servizio diretto per Bologna.
Nel 2017 risultava senza traffico.

## Materiale rotabile
Sulla linea erano usate due automotrici ALn 663 accoppiate.